# Marianne St-Gelais
Marianne St-Gelais (n. 17 februarie 1990, Roberval⁠(d), provincia Québec, Canada) este o sportivă ce a reprezentat Canada, medaliată olimpică. A participat la 2 ediții ale Jocurilor Olimpice (2010, 2014) în care a câștigat 3 medalii de argint.